# Angel’in Heavy Syrup
Angel’in Heavy Syrup war eine japanische Psychedelic-Rock-Frauenband. Mineko Itakura (Bass und Gesang), Mine Nakao (Gitarre), Fusao Toda (Gitarre) und Tomoko Takahara (Schlagzeug) brachten zwischen 1991 und 1999 vier selbstbetitelte Alben auf dem Markt, die Einflüsse diverser progressiver und psychedelischer Rockbands, vor allem von Amon Düül II zeigten. Seit 2002 existiert die Gruppe offenbar nicht mehr.

## Diskografie
Alben
- 1991: Angel’in Heavy Syrup
- 1993: II
- 1995: III
- 1999: IV